# Matthias Heidrich
Matthias Heidrich (ur. 10 grudnia 1977 w Hoyerswerdzie) – niemiecki piłkarz występujący na pozycji defensywnego pomocnika. Grając w Alemannia Aachen wystąpił w dziesięciu meczach Bundesligi w sezonie 2006/2007..